# André Simon
André Simon (París, Francia, 5 de enero de 1920-Évian-les-Bains Alta Saboya, 11 de julio de 2012), fue un piloto de automovilismo francés.

## Resultados

### Fórmula 1
(Clave) (negrita indica pole position) (cursiva indica vuelta rápida)

| Año         | Escudería                 | 1        | 2       | 3   | 4       | 5       | 6       | 7     | 8       | Pos. | Puntos |
| ----------- | ------------------------- | -------- | ------- | --- | ------- | ------- | ------- | ----- | ------- | ---- | ------ |
| 1951        | Equipe Gordini            | SUI      | 500     | BEL | FRA Ret | GBR     | GER Ret | ITA 6 | ESP Ret | NC   | 0      |
| 1952        | Scuderia Ferrari          | SUI Ret* | 500     | BEL | FRA     | GBR     | GER     | NED   | ITA 6   | NC   | 0      |
| 1955        | Daimler Benz AG           | ARG      | MON Ret | 500 | BEL     | NED     |         |       |         | NC   | 0      |
| 1955        | Officine Alfieri Maserati |          |         |     |         |         | GBR Ret | ITA   |         | NC   | 0      |
| 1956        | André Simon               | ARG      | MON     | 500 | BEL     | FRA Ret | GBR     | GER   |         | NC   | 0      |
| 1956        | Equipe Gordini            |          |         |     |         |         |         |       | ITA 9   | NC   | 0      |
| 1957        | Scuderia Centro Sud       | ARG      | MON DNQ | 500 | FRA     | GBR     | GER     | PES   |         | NC   | 0      |
| 1957        | Ottorino Volonterio       |          |         |     |         |         |         |       | ITA 11† | NC   | 0      |
| Referencia: |                           |          |         |     |         |         |         |       |         |      |        |

- Monoplaza compartido con Giuseppe Farina.
- Monoplaza compartido con Ottorino Volonterio.